# ستان لي (سياسي)
ستان لي (بالإنجليزية: Stan Lee)‏ هو محامي وسياسي أمريكي، ولد في 26 سبتمبر 1961 في مقاطعة ماريون في الولايات المتحدة. حزبياً، نشط في الحزب الجمهوري.